# Włodzimierz Kwaśniewski
Włodzimierz Kwaśniewski – polski urzędnik II RP, naczelnik wydziału Urzędu Wojewódzkiego we Lwowie.
W latach 20. i 30. pracował w Urzędzie Wojewódzkim we Lwowie.
11 listopada 1937 otrzymał Krzyż Kawalerski Orderu Odrodzenia Polski.